# Distretto di Katori
Il distretto di Katori (香取郡, Katori-gun?) è uno dei distretti della prefettura di Chiba, in Giappone.
Attualmente fanno parte del distretto i comuni di Kōzaki, Tako e Tōnoshō.
| Controllo di autorità | VIAF (EN) 256176131 · NDL (EN, JA) 00286706 |